# پیتر تیلور (تدوین‌گر)
پیتر تیلور (انگلیسی: Peter Taylor؛ ۲۸ فوریهٔ ۱۹۲۲ – ۱۷ دسامبر ۱۹۹۷) یک تدوین‌گر اهل بریتانیا بود.
وی برنده جایزه اسکار بهترین تدوین در سال ۱۹۵۷ برای فیلم پل رودخانه کوای شده است.

## فیلم‌شناسی
- Hobson's Choice (۱۹۵۴)
- فصل تابستان (۱۹۵۵)
- Portrait of Alison (۱۹۵۶)
- مردی که هرگز نبود (۱۹۵۶)
- پل رودخانه کوای (۱۹۵۷)
- ماه عسل (۱۹۵۹)
- نشان (۱۹۶۱)
- Waltz of the Toreadors (۱۹۶۲)
- این زندگی ورزشی (۱۹۶۳)
- One Way Pendulum (۱۹۶۵)
- Judith (۱۹۶۶)
- رام کردن زن سرکش (۱۹۶۷)
- آنتسیو (۱۹۶۸)
- خوان مانوئل فانخیو (۱۹۷۱)
- لا تراویاتا (۱۹۸۲)